# Ирис ван Херпен
Ирис ван Херпен (нидерл. Iris van Herpen, род. 5 июня 1984 года) — нидерландский модельер. Ван Херпен открыла свой собственный лейбл Iris van Herpen в 2007 году. В 2011 году она стала приглашенным членом Парижского Синдиката высокой моды, входящего во Французскую Федерацию моды. С тех пор Ван Херпен постоянно выставляет свои коллекции на Неделе моды в Париже. Работы Ван Херпен были включены в Метрополитен-музей, Музей Виктории и Альберта, Смитсоновский музей дизайна Купер Хьюитт в Нью-Йорке и Токийский дворец в Париже.

## Карьера
Ирис ван Херпен окончила Университет искусств АртЕЗ в Арнеме в 2006 году и стажировалась у Александра Маккуина в Лондоне и Клоди Йонгстры в Амстердаме, прежде чем запустить свой собственный лейбл в 2007 году. Она дебютировала со своей первой коллекцией одежды Chemical Crows на Неделе моды в Амстердаме в 2007 году.
Ван Херпен впервые применила методы 3D-печати в мире моды и показала свою первую одежду с 3D-печатью на Неделе моды в Амстердаме в 2010 году. Верхняя часть топа Crystallization была вдохновлена фазовым переходом, который претерпевает вода при кристаллизации. Одежда была напечатана на 3D-принтере из белого полиамида.
Работу Ван Херпен можно охарактеризовать как междисциплинарную, поскольку она черпает вдохновение в профессиях, не связанных с модой и искусством. Поэтому дизайнер создает большую часть своих работ в сотрудничестве с профессионалами, работающими в области науки, техники и архитектуры. Например, её коллекция 2020 года Sensory Seas была вдохновлена морской экологией и работами испанского нейроанатома Рамона и Кахаля. В 2010 году Ирис ван Херпен предприняла свое первое сотрудничество вне моды. Она работала с голландской архитектурной фирмой Benthem Crouwel Architekten для создания своего платья Water.
Критики описывают работу Ирис ван Херпен как органичную и инновационную. Журналистка из New York Times Ванесса Фридман писала: «Дело не в том, что она отвергает наследие моды, она просто переопределяет его с помощью современных инструментов. Когда-то давным-давно швейная машинка делала то же самое».
Ван Херпен была одним из первых дизайнеров, применивших 3D-печать в качестве технологии изготовления одежды. Её процесс проектирования использует такие технологии, как быстрое прототипирование, в качестве одного из руководящих принципов в её работе. Ван Херпен известна использованием радикальных материалов, таких как кожа дракона, синтетический такелаж для лодок или китовые кости для детских зонтиков.
С 2009 года поп-звезда Леди Гага несколько раз надевала модели Ирис ван Херпен. В 2012 году Леди Гага надела сшитое на заказ блестящее чёрное платье для презентации своего парфюма Lady Gaga Fame. Форма флакона духов послужила источником вдохновения для платья, которое Ван Херпен соорудила из вырезанных лазером полос чёрного акрила. Она также использовала силиконы, железные опилки и смолу.